# Alexander Schmidt von Schwind
Alexander Schmidt von Schwind (* 13. August 1835 in Bonames; † 15. Februar 1927 auf Hof Eschberg) war ein deutscher Offizier, Gutsbesitzer und Politiker.

## Leben
Schmidt war der Sohn von Konrad Wilhelm Schmidt (* 1808 in Frankfurt am Main; † 1890 in Bonames) und dessen Ehefrau Susanna Auguste geborene Metzler. Er war evangelisch und heiratete am 12. April 1860 Bertha Stumm (* 30. August 1840 in Neunkirchen; † 21. Mai 1878 auf dem Eschberger Hof). Karl Stumm war sein Schwager. Am 3. Mai 1869 wurde er in den preußischen Adelsstand mit dem Namenszusatz „von Schwind“ erhoben. Das Ehepaar hatte sechs Kinder:
- Alexander Schmidt von Schwind, jun. * 28. Januar 1861 ∞ Maria Leiden
- Arthur Schmidt von Schwind * 9. Juli 1862 ∞ Elisa Bayer, Baden-Baden
- Wilhelm Schmidt von Schwind * 21. November 1864 ∞ Martha Heese
- Herwarth Schmidt von Schwind * 2. September 1866 ∞ Dorothea von Dungern
- Bertha Maria Schmidt von Schwind * 12. Juli 1870 ∞ Wilhem von Alten, Gut Dunau
- Elisabeth Schmidt von Schwind * 14. Februar 1873 ledig auf Eschberg

Schmidt schlug die Militärlaufbahn ein und wurde königlich preußischer Rittmeister und Eskadron-Chef im Westfälischen Ulanenregiment Nr. 5. Zuletzt war er Major à la suite des Thüringischen Ulanenregiments Nr. 6. 1872 wurde er mit dem Roter Adlerorden 4. Klasse ausgezeichnet.
1846 erwarb er das Land auf dem Eschberg und erbaute 1850 dort das Herrenhaus. Er lebte bis zu seinem Lebensende auf Gut Eschberg. Von 1885 bis 1897 und erneut von 1901 bis 1918 war er Abgeordneter im Provinziallandtag der Rheinprovinz, danach wurde das Saargebiet von Reich abgetrennt und war nicht mehr im Provinziallandtag vertreten. Bis zur Wahlrechtsreform 1888 wurde er als Abgeordneter des Standes der Landgemeinden im Wahlkreis Saarbrücken, Ottweiler und St. Wendel gewählt, danach vom Kreistag des Kreises Saarbrücken.
Er ist auf dem Privatfriedhof der Familie auf dem Eschberg begraben. Das Grab ist erhalten.